# دانيال تشارنر
دانيال تشارنر (بالألمانية: Daniel Scharner)‏ هو لاعب كرة قدم نمساوي في مركز الوسط، ولد في 26 فبراير 1997 في Purgstall an der Erlauf ‏ في النمسا. لعب مع SKU Amstetten ‏.

## وصلات خارجية
- دانيال تشارنر على موقع قاعدة بيانات كرة القدم.إي يو (الإنجليزية)
- دانيال تشارنر على موقع عالم كرة القدم.نت (الإنجليزية)